# Zwiastowanie (obraz Fra Angelica)
Zwiastowanie – obraz ołtarzowy namalowany ok. 1426 przez Fra Angelico dla klasztoru Santo Domenico w Fiesole, niedaleko Florencji. Dzieło zostało wykonane w technice tempery z użyciem złota. Ołtarz przechowywany jest w Muzeum Prado.
Scena zwiastowania rozgrywa się pod portykiem o lekkiej konstrukcji z cienkich kolumienek. Z lewej strony w głębi ogrodu widać scenę wygnania Adama i Ewy z Raju. Predella ukazuje sceny z życia Maryi: narodziny Marii, ślub ze św. Józefem, nawiedzenie św. Elżbiety, narodziny Chrystusa, ofiarowanie Jezusa w świątyni oraz Wniebowzięcie Maryi.
Fra Angelico malował obrazy wyłącznie religijne, pojmując sztukę jako formę wysławiania Stwórcy. Bardzo precyzyjnie oddawał naturę i cechy przedstawianych postaci. W swoim stylu łączył późny włoski gotyk z nową – renesansową – formułą sztuki. Przykładem tego jest chociażby przestrzenność architektury w jego dziełach.